# Wittendörp
Wittendörp est une commune de Mecklembourg-Poméranie-Occidentale, en Allemagne, située dans l'arrondissement de Ludwigslust-Parchim.

## Quartiers
|                                                        |                                                 |                                    |
| - Boddin - Döbbersen - Dodow - Dreilützow - Drönnewitz | - Harst - Karft - Luckwitz - Pogreß - Püttelkow | - Raguth - Tessin - Waschow - Woez |

## Personnalités liées à la commune
- Albrecht von Bernstorff (1809-1873), diplomate prussien né à Dreilützow, aujourd'hui quartier de Wittendörp.
- Maren Günther (1931-), député européen née à Wittendörp.